# 몽골의 정당
몽골의 정당 제도는 1992년까지 몽골 인민 공화국이라는 이름의 공산주의 국가였기 때문에 유일한 정당은 몽골 인민당 뿐인 일당 독재 체제였다. 1992년 국명을 몽골국으로 바꾸고 민주주의 국가로 전환하면서 정당 제도 또한 다당제로 전환되었다. 현재는 몽골 인민당과 민주당 위주로만 집권하는 양당제 형태를 띤다.

## 몽골의 주요 정당
| 정당        | 이념                       | 스펙트럼 | 국가대의회 의석 |
| ----------- | -------------------------- | -------- | --------------- |
| 민주당      | 국가주의, 민족주의         | 중도우파 | 7               |
| 몽골 인민당 | 민주사회주의, 사회민주주의 | 중도좌파 | 64              |
| 정의동맹    | 마르크스주의, 사회주의     | 좌익     | 1               |
| 시민녹색당  | 생태주의, 녹색자유주의     | 중도     | 0               |
| 무소속      |                            |          | 3               |

## 같이 보기
- 몽골의 정치